# Sauo

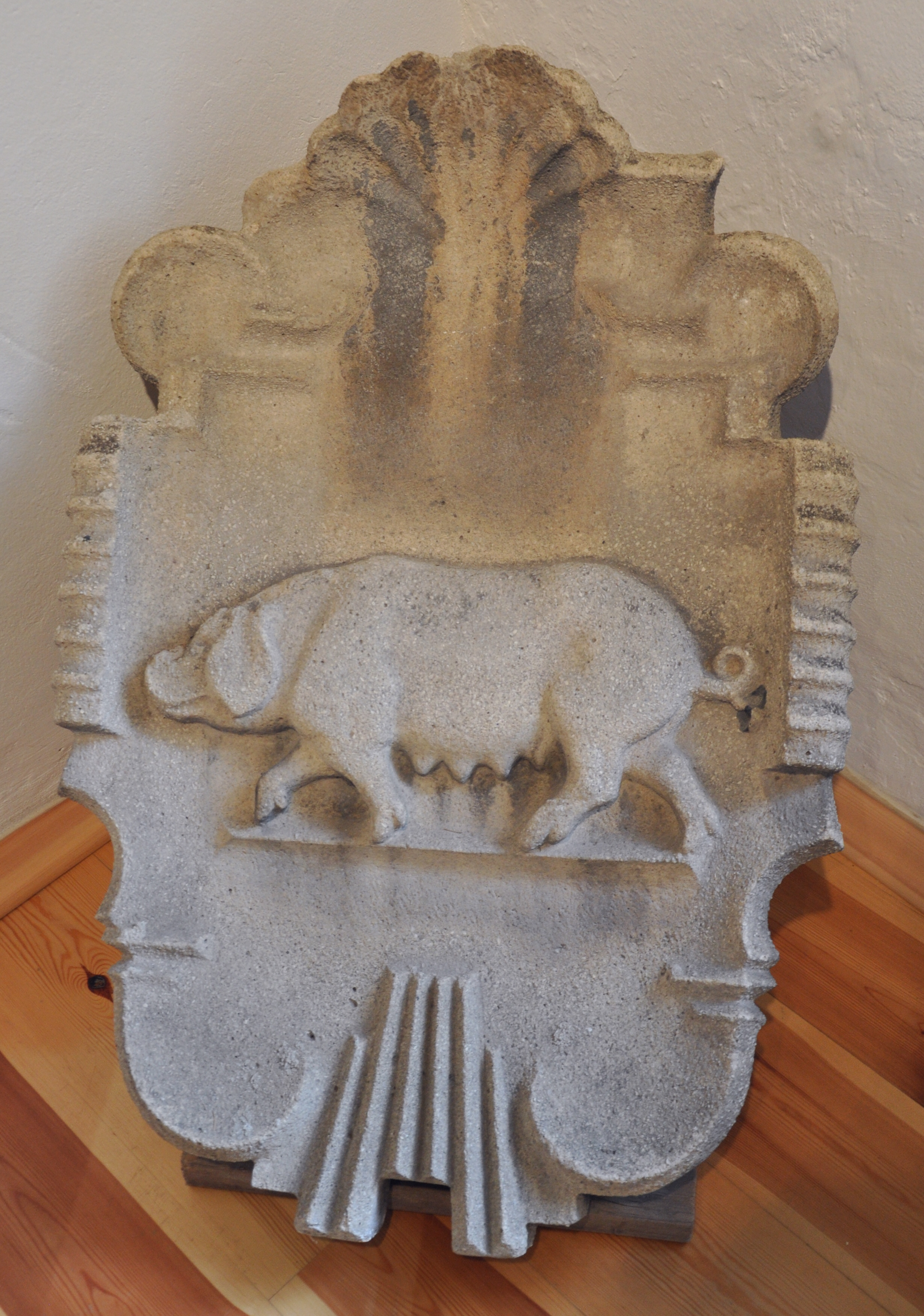
Wappen von Sauo, 1928–1971 am Gemeindeamt angebracht (Museum Senftenberg)

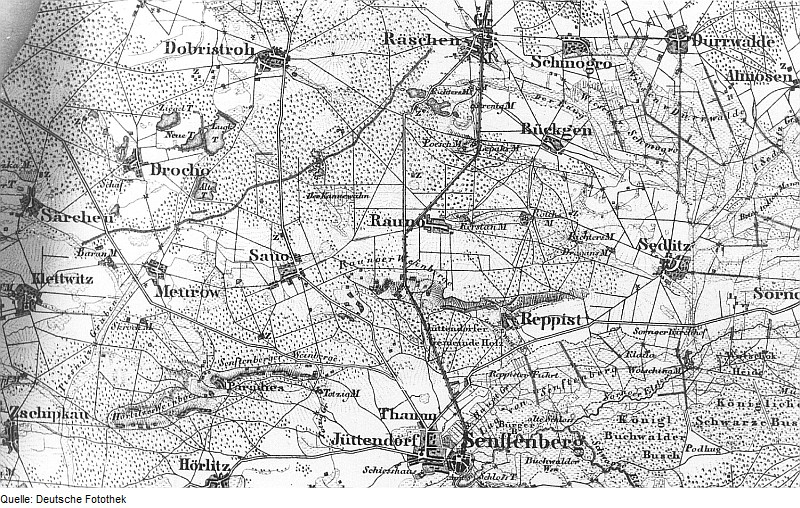
Sauo auf einer Preußischen Karte

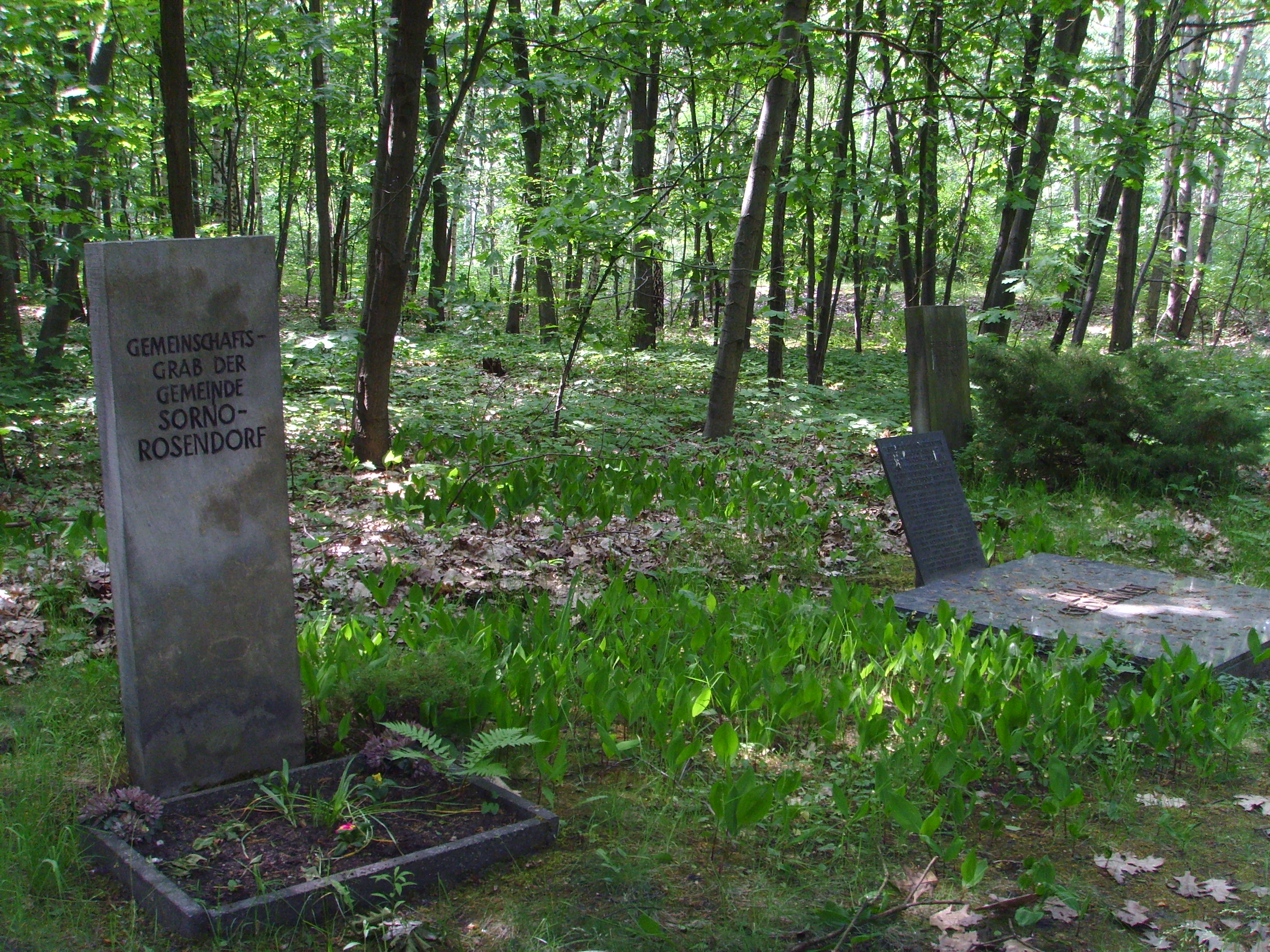
Gemeinschaftsgräber der Gemeinden Sauo, Rauno, Sorno und Rosendorf

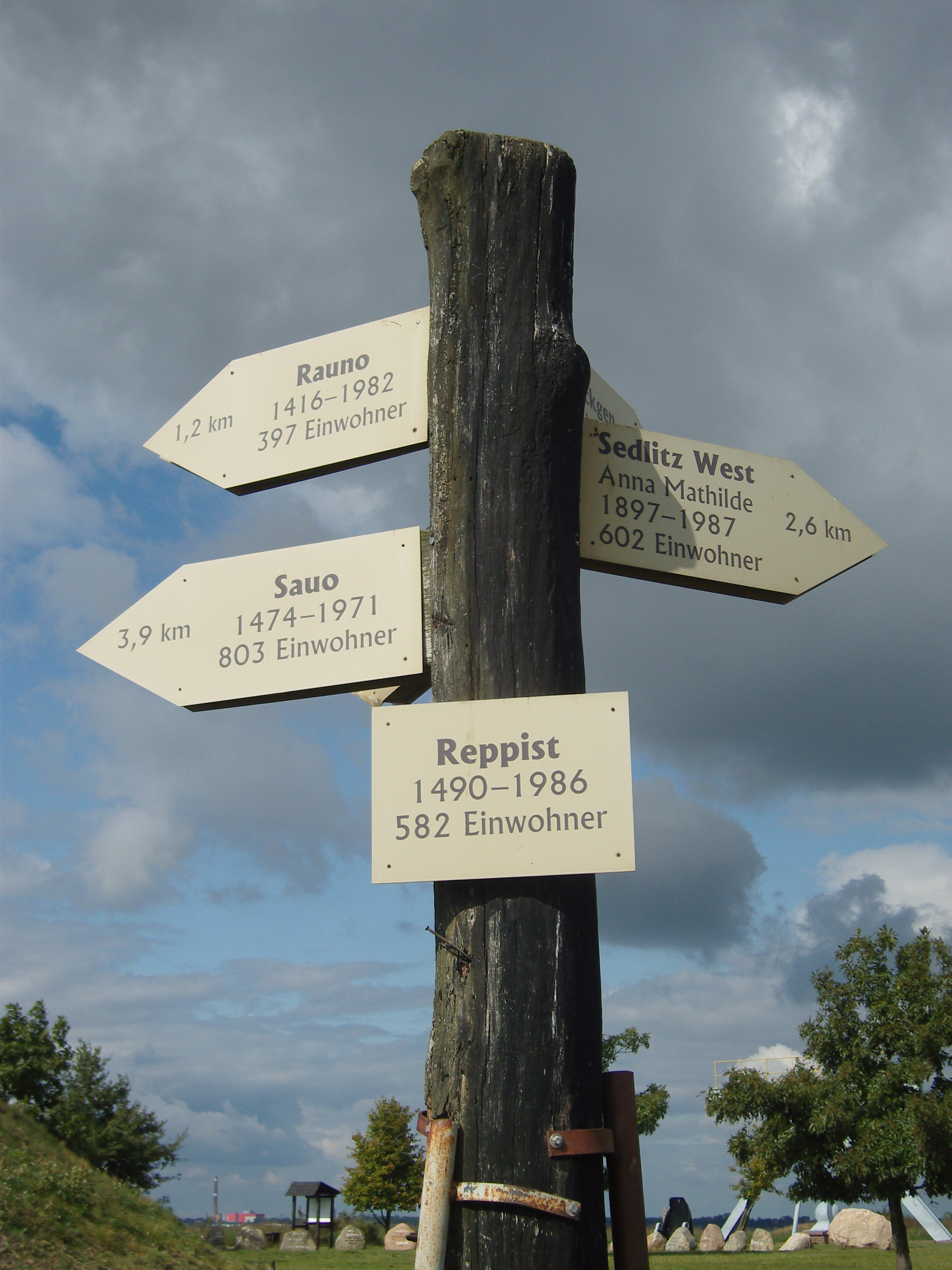
Wegweiser am Aussichtspunkt Reppist

Sauo (niedersorbisch Sowje oder Sowjo) war ein Dorf, das nordwestlich von Senftenberg im ehemaligen Kreis Senftenberg lag. Im Jahr 1971 wurde Sauo durch den Tagebau Meuro abgebaggert.

## Lage
Sauo lag in der Niederlausitz auf einer Hochfläche bei einer Höhe von 131 Meter über N.N. Südlich lagen die Stadt Senftenberg und das ebenfalls abgebaggerte Dorf Rauno. Im Westen befanden sich die Dörfer Meuro und Drochow. Nördlich folgte Dobristroh, das heutige Freienhufen, und Großräschen. Im Osten grenzte Sauo an Bückgen und Reppist. Die Gemarkungsgröße betrug ungefähr 700 Hektar.

## Geschichte
Im Jahr 1474 wurde Sauo erstmals als Sow erwähnt. Der Name wandelte sich von Sawa im Jahr 1501 über Sawe 1506 zu Saw im Jahr 1509. Im Jahr 1529 wurde der Ort als Sowe genannt, 1551 erneut als Saw, 1555 als Sawo und 1594 als Sawe. Die Bezeichnung als Sau erfolgte 1609 und 1666 als Saue. Die Nennung als Sauo und sorbisch als Sowjo folgten 1692 und 1843. Der Ortsname leitet sich vom sorbischen Wort für „Eule“ Sowa ab und bedeutet damit „Eulenort“ oder „Ort mit vielen Eulen“. Bei dem seit 1738 nachgewiesenen Dorfsiegel handelt es sich jedoch um ein redendes Siegel, das eine Sau mit der Namensumschrift SAUE darstellt. Dies ist ein Hinweis darauf, dass den Urhebern des Siegels die ursprüngliche Bedeutung des Ortsnamens nicht mehr bekannt war. Am im Jahr 1928 erbauten Gemeindeamt wurde ein Wappen mit einer Sau im Feld angebracht.
Die ursprüngliche Siedlungsform des Dorfes war eine Zeile, die in Ost-West-Richtung angelegt war. Sauo gehörte zur Herrschaft Senftenberg, die 1448 an das Kurfürstentum Sachsen überging. Abgabenpflichtig waren die Einwohner nicht unmittelbar dem Amt Senftenberg, sondern der Senftenberger Pfarrkirche. Das Wasser der bei Sauo fließenden Sojenza wurde in einer Röhrfahrt zur Trinkwasserversorgung über das Senftenberger Vorwerk Thamm bis zum Marktplatz in Senftenberg geleitet. Die wichtigste Straße führte von Senftenberg nach Dobristroh. Im Jahr 1695 lebten in Sauo 14 Hüfner, zwei Gärtner und vier Häusler. Die Zahl der bäuerlichen Höfe blieb bis 1817 unverändert. Zu den Frondiensten gehörte unter anderem die Weinlese in den südsüdwestlich Sauos liegenden Weinbergen des Amtes. Darüber hinaus mussten die Einwohner das Eingraben und Befestigen der Palisaden am Weinberg bewerkstelligen. Im Jahr 1774 wurde von den Sauoern Jagddienste verlangt, ihren Einspruch dagegen als Pfarrbauern wies das Sächsische Finanzkollegium ab. Die Dienstablösung von den Frondiensten reichte bis ins letzte Drittel des 19. Jahrhunderts. Bis 1876 leisteten die Sauoer Bauern noch Hand- und Spanndienste an kirchlichen Gebäuden in Senftenberg. Mit dem Wiener Kongress kam Sauo wie die gesamte Niederlausitz an das Königreich Preußen und gehörte hier zum Landkreis Calau.
Die Separation wurde in Sauo 1845 wirksam. Aufgrund des daraus resultierenden Grundstücksverkehrs entstanden bis 1867 50 Wohngebäude und eine Ziegelei im Ort. Im gleichen Jahr wurde in der Gemarkung die erste Braunkohlegrube aufgeschlossen. Durch den Aufschluss weiterer Kohlegruben kam es zum Zuzug von Industriearbeiter. Arnošt Muka stellte 1880 fest, dass von den knapp 300 Einwohnern nur zwölf ältere Leute sowie einige junge Frauen, die aus sorbischen Gegenden nach Sauo verheiratet wurden, die sorbische Sprache verstanden. Das Dorf verlor seinen bäuerlichen Charakter. Den Handel mit Kohlenfeldern dominierten die Anhaltischen Kohlenwerke AG (AKW). Die AKW schlossen 1906/1907 die Grube Marie III bei Sauo auf. Südlich der Ortslage entstand für diese Arbeiter ein Barackenlager. Stallanlagen wurden in Mietshäuser umgebaut. In den Jahren 1922 bis 1925 mussten für den Bau von Industrieanlagen einige Wohnhäuser abgerissen werden. Aufgrund der bevorstehenden Stilllegung der Grube Marie III zogen von 1934 bis 1936 zahlreiche Bergarbeiterfamilien in das Mitteldeutsche Braunkohlerevier. Am 26. Juli 1940 stellte der Sauoer nationalsozialistische Bürgermeister beim Landrat in Calau den Antrag, den sorbischstämmigen Ortsnamen in Eulenhorst zu ändern. Dieser Vorschlag wurde jedoch nicht umgesetzt.
Am 21. April 1945 zogen die Truppen der Roten Armee kampflos in Sauo ein. Die Einwohner hatten sich im nahen Gruben- und Kippengelände versteckt und kehrten in den unzerstörten Ort zurück. Von 1945 bis 1948 wurde in Sauo die Bodenreform trotz kaum vorhandener landwirtschaftlicher Flächen durchgeführt. 33 Hektar bergbaueigenes Gelände wurden parzelliert und an Ausgewiesene aus dem Osten verteilt. Zu einer Kollektivierung der Landwirtschaft kam es in Sauo nicht.
Mit der Brandenburgischen Verwaltungsreform im Jahr 1953 kam Sauo wie die meisten anderen Orte des ehemaligen Amtes Senftenberg an den neugegründeten Kreis Senftenberg. Im Jahr 1971 erfolgte der Ortsabbruch durch den Tagebau Meuro. Die 760 registrierten Umsiedler zogen überwiegend nach Großräschen und Senftenberg. Die devastierten Flächen Sauos wurden am 1. Januar 1973 nach Drochow, heute ein Teil der Gemeinde Schipkau, eingegliedert.
Der Sauoer Friedhof wurde wie die Friedhöfe der Gemeinden Rauno, Sorno und Rosendorf auf den Senftenberger Waldfriedhof in ein Gemeinschaftsgrab umgebettet.

### Bevölkerungsentwicklung
| Einwohnerentwicklung in Sauo von 1846 bis 1971 | Einwohnerentwicklung in Sauo von 1846 bis 1971 | Einwohnerentwicklung in Sauo von 1846 bis 1971 | Einwohnerentwicklung in Sauo von 1846 bis 1971 |
| Jahr                                           | Einwohner                                      | Jahr                                           | Einwohner                                      |
| ---------------------------------------------- | ---------------------------------------------- | ---------------------------------------------- | ---------------------------------------------- |
| 1846                                           | 190                                            | 1875                                           | 316                                            |
| 1890                                           | 432                                            | 1910                                           | 1063                                           |
| 1925                                           | 1471                                           | 1933                                           | 1448                                           |
| 1939                                           | 1033                                           | 1946                                           | 1047                                           |
| 1950                                           | 1035                                           | 1964                                           | 796                                            |
| 1971                                           | 367                                            |                                                |                                                |

## Dorfkirche

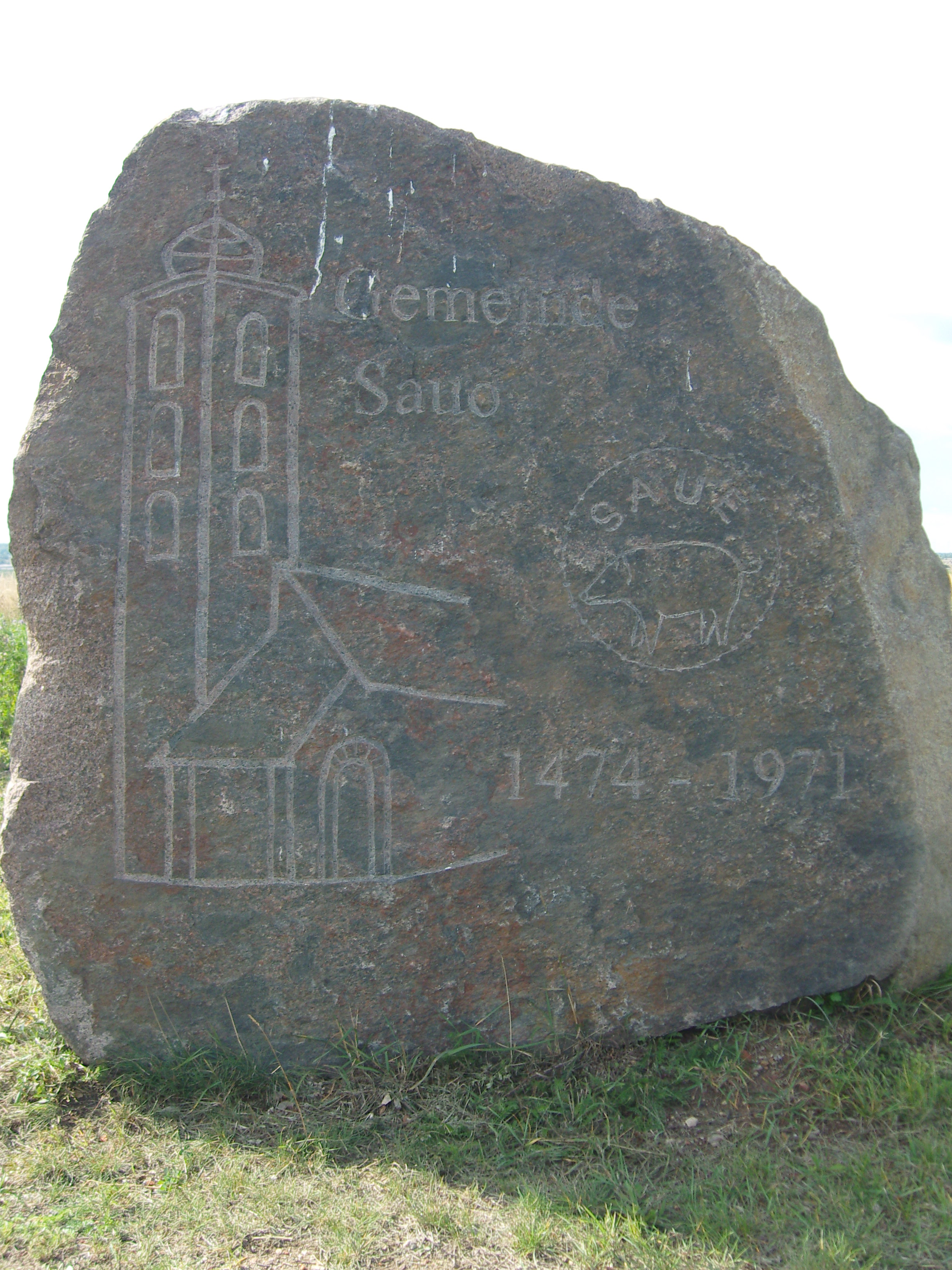
Sauoer Dorfkirche und Siegel auf einem Stein am Aussichtspunkt Reppist

Im Jahr 1934 wurde ein ehemaliger Stall in eine Kirche umgebaut. Die Anhaltischen Kohlenwerke und die Ilse Bergbau AG finanzierten den Umbau. Der 15 Meter hohe Kirchturm besaß zwei Kirchglocken, die in der Glockengießerei Apolda hergestellt wurden. Der Kirchturm hatte eine gläserne Zwiebel aus der das Kreuz ragte. Im Jahr 1971 wurde die Kirche überbaggert.

## Söhne und Töchter
Der ehemalige stellvertretende Generalintendant des DDR-Rundfunks Wernfried Maltusch wurde 1926 in Sauo geboren. Der Physiker und Lyriker Ingolf Brökel wurde am 22. Juli 1950 hier geboren.